# 232 Rusija
232 Rusija (mednarodno ime 232 Russia) je asteroid tipa C v glavnem asteroidnem pasu. 

## Odkritje
Asteroid je odkril avstrijski astronom Johann Palisa 31. januarja 1883 na Dunaju . Asteroid se imenuje po Rusiji.

## Lastnosti
Asteroid Rusija obkroži Sonce v 4,07 letih. Njegova tirnica ima izsrednost 0,178 nagnjena pa je za 6,071° proti ekliptiki. Njegov premer je 53,28 km .